# فيلنوف سان جورج
فيلنوف سان جورج (
نطق فرنسي: [vilnœv sɛ̃ ʒɔʁʒ]  ( أنصت)
) هي بلدية في الضواحي الجنوبية الشرقية لباريس، فرنسا، على بعد 15.5 كيلومتر (9.6 ميل) من وسط باريس، يُطلق على الناس من فيلنوف سان جورج مسمى فيلنوفيين.

## تاريخها

### عصور ما قبل التاريخ والعصور القديمة
توطدت فيلنوف سان جورج خلال العصر الحجري القديم والعصر الحجري الحديث عند اجتماع نهري يريس ونهر السين، وقرب ترايج كذلك، وبجنب أدلة من بقايا أثرية عثر عليها فرانسيس مارتن في القرن التاسع عشر، والتي شملت الصوان وبعض الأحجار أدوات.
وإبّان معركة ميلون أثناء حقبة الإمبراطورية الرومانية، ضُمت المنطقة إلى الإمبراطورية الرومانية، إذ بنيت بلدة صغيرة حول المنطقة، باسم فيلا نوفا (المنزل الجديد باللاتينية).

### العصور الوسطى
وخلال العصور الوسطى، كانت تعود ملكية فيلنوف سان جورج إلى دير سان جيرمان دي بري، إذ أن عبارة «سان جورج» أضفيت لاسم البلدية عقب إرجاع رفات القديس جورج عام 858 بعد الميلاد، فالموقع الاستراتيجي على الطريق بين باريس باتجاه مدن مولن وكليرمون فيران وليون جعلها محوراً للتنقل إذ مُر عليها بانتظام من قبل الملوك والدوقات، ونجم عن أهمية هذه المدن إلى تعرضها للنهب والاقتحام والحصار مرات عدة، بما في ذلك خلال حرب المائة عام.
واعتمدت المدينة في الغالب على الزراعة وصناعة النبيذ كمصدر دخل.

### عصر النهضة والعصر الحديث
أثناء حصار باريس عام 1590، شق الكابتن سان بول طريقه إلى فيلنوف سان جورج وقتل 200-300 رجل باسم هنري الرابع ملك فرنسا والذين كانوا مرابطين هناك، هذا وأثناء العمل على توصيل الطعام والمعونة إلى الشعب المحاصر في باريس.
وخلال العصر الحديث، غدت فيلنوف مدينة برجوازية، فشيدت القصور، كقلاع بوروغارد وبالفيو في المنطقة، وزار الأشخاص من الطبقات العليا فيلنوف، أمثال هنري الرابع ملك فرنسا وكاترين دي ميديشي ومدام دي سيفينيه.
وفي عام 1652، تمرد أمير كوندي، فأرسل تشارلز الرابع توريني لمواجهته، إذ دارت معركة بينهما في المنطقة.

### الثورة والقرن التاسع عشر
خلال الثورة، أُنشئ الحرس الوطني ونُهبت الكنيسة، وبعد فترة وجيزة أمست فيلنوف مدينة هادئة مرة أخرى، فجاء أشخاص كثرة للعيش في فيلنوف، بمَن فيهم الملحنون مثل (بوليديو)، والرسامون أمثال (فرانشيسكو كازانوفا، وكارل جوزيف كواسيغ) وعلماء الطبيعة كـ (تشارلز أثناس والكينير)، والوزراء مثل (فيكتور دوروي)، وصناع الخزف كـ (جان بول لويس تشيسنيل-لاروسيير)، والسفراء مثل (لويس جول مانشيني مازاريني)، ومرت العديد من الشخصيات البارزة بالمدينة، مثل نابليون ويواكيم مراد والأمير يوجين، وفي عام 1876، بُنيَ حصن فيلنوف لحماية باريس تحسباً لأي حرب مستقبلية، وأدى إنشاء السكة الحديد في عام 1847 إلى تحول المدينة، فسرعان ما أضحت القرية الزراعية مدينة للطبقة العاملة.

### القرن العشرين

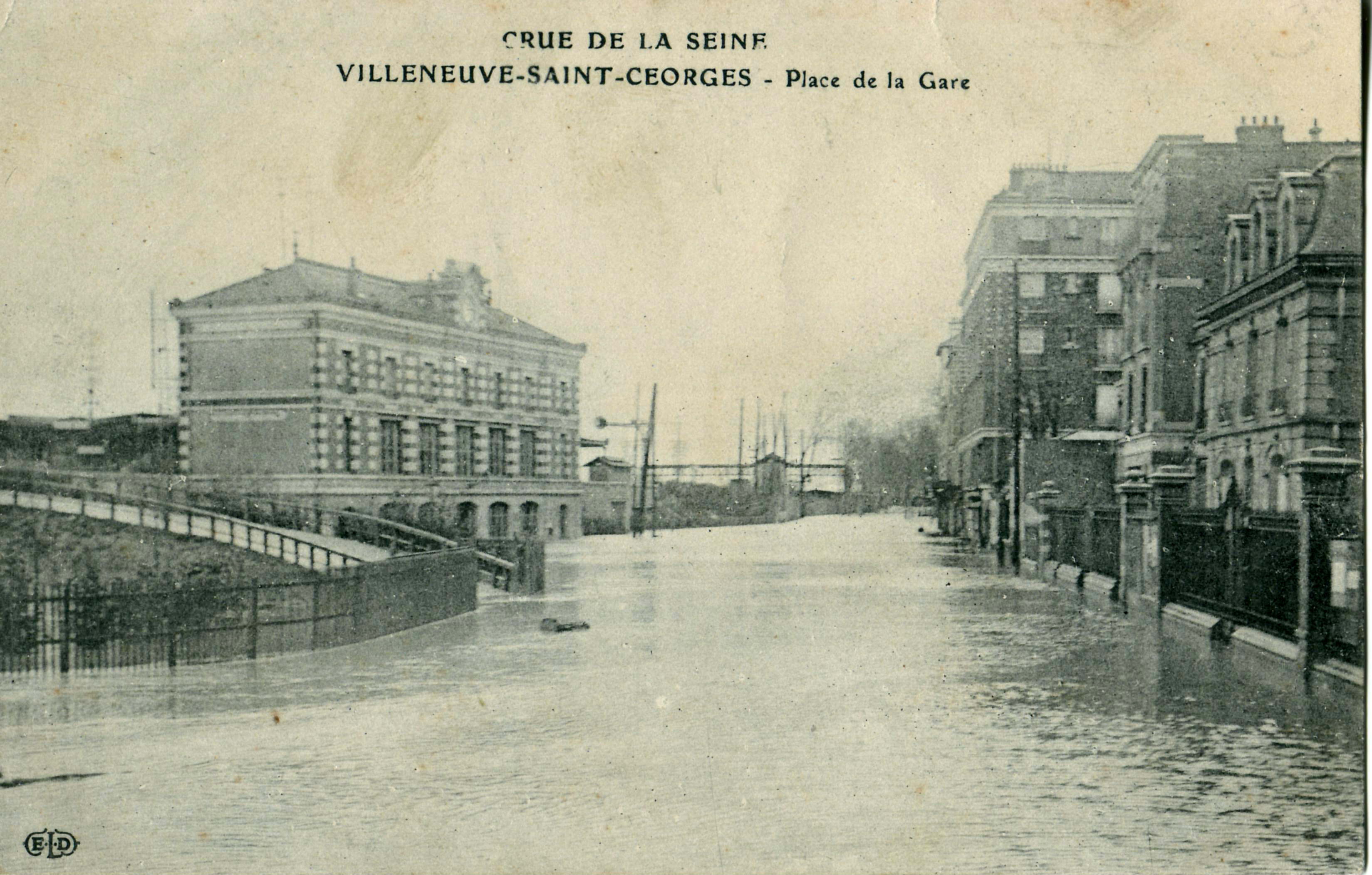
البوابة الأمامية لمحطة Villeneuve Saint Georges ، غمرت المياه أثناء فيضان باريس العظيم عام 1910.

عشية الحرب العالمية الأولى، كان عدد سكان فيلنوف سان جورج يعدو الـ 10000 نسمة فكانت أول مدينة للسكك الحديدية في البلاد وبأكبر معدل فرز في أوروبا. وأنشئت مجموعات فوير وإتش بي إم في تلك الفترة.
وفي 30 يوليو 1908، في أعقاب الدعوات إلى إضراب عام لمدة 24 ساعة أطلقتها الكونفدرالية العامة للشغل للمطالبة بيوم عمل لمدة 10 ساعات، وراحة أسبوعية، وزيادة في الرواتب وإلغاء العمل بالقطعة، تجمع آلاف المتظاهرين في فينو سور سين ودرافيل، ثم تلاقيا في المدينة حيث وقعت مواجهة عنيفة بين الدرك الوطني والعمال، حيث خلّف القتال أربعة قتلى وأكثر من 200 جريح بين العمال و 69 جريح من صفوف قوى النظام. يشير استعارة محلية ("Place du 30-Juillet-1908") إلى هذه الأحداث، وفي اليوم الموالي، أمر جورج كليمنصو باعتقال ثلاثين من قادة الكونفدرالية العامة للشغل، بمن فيهم أمينها العام فيكتور غريفويله، لتحييد النقابة.
وأتلفت لوحة لتيودور روسو بعنوان La Seine à Villeneuve-Saint-Georges، والتي كانت في قصر الفنون الجميلة في ليل عام 1916.

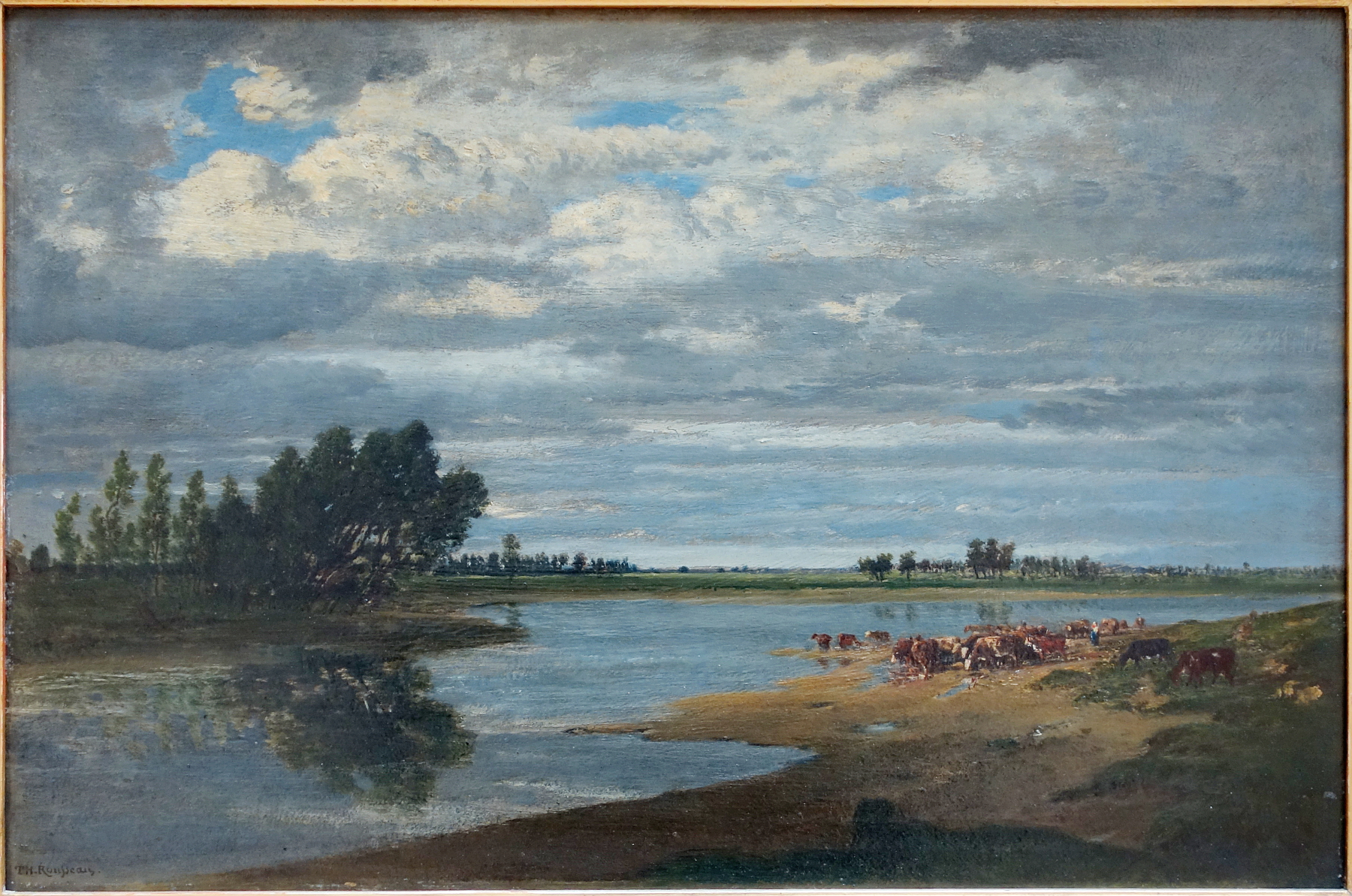
La Seine à Villeneuve-Saint-Georges
تيودور روسو (1812-1867)

وفي خضم الحرب العالمية الأولى، استضافت فيلنوف سان جورج كتيبة المشاة الإقليمية رقم 232 (والتي كانت تتموقع عادة في أرجينتان)، وأصبح المستشفى المدرسي هو المستشفى المساعد لجمعية إغاثة الجرحى العسكرية (HASSBM) رقم 42، بينما غدت مجموعة مدرسة فيري هي المستشفى المساعد لجمعية السيدات في فرنسا (HAADF) رقم 248.
وعقب تقديم الإجازة مدفوعة الأجر، في وفترة مغادرة الأفواج العظيمة لقضاء الإجازة، أسفر حياد الـ 30 من يوليو 1937 عن مقتل تسعة وعشرين شخصًا وإصابة مائة وأحد عشر بجروح عند التقاطع بين خطي برونوي وكوربيل.
وخلال الحرب العالمية الثانية، تعرضت المدينة لقصف طائرات الحلفاء لأن الفيرماخت استخدم منشآت السكك الحديدية، كما وقتل العديد من مقاتلي المقاومة بعد «عملية الفرز التخريبية»، وعقب هذه الأحداث، شهدت موجة إحصائية جديدة للسكان بناء مجمعات سكنية كبيرة في الجزء الشمالي من فيلنوف.
وفي 1 يناير 1968، أصبحت فيلنوف سان جورج، والتي كانت حتى ذلك الحين جزءًا من مقاطعة سين وواز، إحدى بلديات فال دو مارن الجديدة.

### القرن الواحد والعشرين
يُنظر إلى المدينة، مقارنةً ببقية مناطق فال دو مارن، على أنها مكان صاخب ومقصد غير مرغوب فيه، إذ فقدت سحرها خلال القرنين الثامن عشر والتاسع عشر، واعتباراً من عام 1980 هجر العمال المدينة، تاركين ورائهم تعداد سكاني معظمه من المهاجرين، وأغلبهم من المغرب العربي، كوجهة أخيرة لمعظم هؤلاء المهاجرين، فأفقد تجمع هكذا مجتمعات في المدينة جاذبيتها للفرنسيين المحليين.
ويمر الطريق الوطني 6 عبر البلدة ويمتد بالتوازي مع خط الشبكة الجهوية السريعة في إيل دو فرانس، ممّ يحدث ضوضاء جمة، وتشتهر طريق N6 أيضًا بوجود زحامات مرورية خانقة وطويلة عند التقاطع بين طريق N6 وخط N406 والطريق الدائري A86.

## المواصلات
يخدم فيلنوف سان جورج محطتان على خط Paris RER D : Villeneuve-Triage و Villeneuve-Saint-Georges .

## التعليم
البلدية تخدمها العديد من المدارس الابتدائية.
المدارس الثانوية: 
- ثلاث مدارس ثانوية: كوليج بيير بروسوليت، كوليج جول فيري، كوليج رولان غاروس
- مدرسة ثانوية واحدة: ليسيه فرانسوا أراغو

## المدن التوأم - المدن الشقيقة
فيلنوف سان جورج متتوئمة مع: 
- إيستلي، إنغلترا، المملكة المتحدة
- كورنفستهايم، ألمانيا

## شخصيات بارزة
- جيريمي كوردوفال، لاعب كرة قدم
- جاك فاتي، لاعب كرة قدم
- ريكاردو فاتي، لاعب كرة قدم سنغالي فرنسي
- يوان غوفران، لاعب كرة قدم
- ماكسينس لكرواكس، لاعب كرة قدم
- جيوفري ليمبت، لاعب كرة القدم الفرنسي من وسط إفريقيا
- جيرارد بوسي، كاتب
- تيري راكون، لاعب كرة قدم
- إم سي سولار، فنان هيب هوب وراب
- ميكائيل تافاريس، لاعب كرة قدم سنغالي فرنسي
- باتريك بيلوكس، طبيب الطوارئ
- سيسيل دوفلو، عضو الجمعية الوطنية الفرنسية لباريس ووزيرة الإسكان في 2012-2014
- نيسكا، فنان هيب هوب وراب

## روابط خارجية
- الموقع الرسمي (بالفرنسية)